# 斜視弱視
斜視弱視（しゃしじゃくし）とは、斜視があるか、または既往のあるもので眼には病的変化の認められない一眼の視力低下のこと。

## 治療
遮閉法による弱視側の眼の訓練と斜視手術の組み合わせによる治療が行われる。